# Virtual Network Computing
Virtual Network Computing (VNC) és un programa informàtic per compartir l'escriptori gràfic entre ordinadors. VNC i Protocol RFB són marques registrades de RealVNC Ltd. als Estats Units d'Amèrica i en altres països. Virtual Network Computing Segueix l'arquitectura client-servidor, sent el client qui es connecta al servidor i pot veure'n l'escriptori i interaccionar-hi. El VNC està basat en el protocol RFB, que serveix per controlar remotament un altre equip. Per fer-ho, es transmeten els esdeveniments del teclat i del ratolí des d'un equip a l'altre, i aquest retorna les actualitzacions de pantalla al primer. Típicament el port TCP/IP del servidor VNC és el 5900.
És independent de la plataforma, de tal manera que, mentre el protocol sigui l'estàndard, es pot establir la connexió independentment del sistema operatiu que utilitzin tant el client com el servidor. Hi ha clients i servidors per a molts sistemes operatius basats en interfície gràfica i per a Java.
Va ser desenvolupat originalment al Laboratori d'Investigacions Olivetti a Cambridge, Regne Unit. El codi font original de VNC i també de molts derivats moderns del mateix són de codi lliure sota la llicència GNU General Public License, cosa que n'ha augmentat la popularitat.
Pel fet de ser codi lliure, també s'han creat una sèrie de variants de VNC que ofereixen les seves pròpies funcions, per exemple, alguns estan optimitzats per a Microsoft Windows o d'altres ofereixen transferència d'arxius. N'hi ha que són compatibles entre ells i n'hi ha que no.